# Spin-Transistor
Der Spin-Transistor, abgekürzt Spin-FET, stellt eine Gruppe von speziellen Feldeffekttransistoren (FET) dar, welche die quantenmechanische Eigenschaft des Spin von Elektronen im Rahmen des Rashba-Effektes nutzen. Herkömmliche Feldeffekttransistoren, welche Bauelemente der Elektronik sind, verwenden nur die elektrische Ladung zur Informationsspeicherung und zur Verstärkung von elektrischen Signalen.
Spin-Transistoren werden der Spintronik, einen Zweig der Nanotechnologie, zugeordnet und dienen in den bisher bestehenden Anwendungen zur nicht flüchtigen Informationsspeicherung in speziellen Speichern wie den magnetoresistiven Random Access Memory (MRAM).
Erste Arbeiten zu Spin-Transistoren erfolgten in den 1990er Jahren an den Bell Laboratories. Spin-Transistoren sind im Grundlagensektor der Halbleitertechnologie Teil von verschiedenen Forschungsprojekten, konnten sich aber bisher nicht in wirtschaftlich bedeutenden Anwendungen durchsetzen.